# Лоренсвілл (Іллінойс)
Лоренсвілл (англ. Lawrenceville) — місто (англ. city) в США, в окрузі Лоуренс штату Іллінойс. Населення — 4164 особи (2020).

## Географія
Лоренсвілл розташований за координатами 38°43′35″ пн. ш. 87°41′15″ зх. д. / 38.72639° пн. ш. 87.68750° зх. д. (38.726299, -87.687402).  За даними Бюро перепису населення США в 2010 році місто мало площу 5,69 км², уся площа — суходіл.

## Демографія
Згідно з переписом 2010 року, у місті мешкало 4348 осіб у 2037 домогосподарствах у складі 1151 родини. Густота населення становила 765 осіб/км².  Було 2272 помешкання (400/км²).
Расовий склад населення:
| - 96,0 % — білих - 1,5 % — чорних або афроамериканців - 0,3 % — корінних американців - 0,3 % — азіатів |

До двох чи більше рас належало 1,4 %. Частка іспаномовних становила 1,5 % від усіх жителів.
За віковим діапазоном населення розподілялося таким чином: 21,0 % — особи молодші 18 років, 56,5 % — особи у віці 18—64 років, 22,5 % — особи у віці 65 років та старші. Медіана віку мешканця становила 43,5 року. На 100 осіб жіночої статі у місті припадало 86,3 чоловіків;  на 100 жінок у віці від 18 років та старших — 82,4 чоловіків також старших 18 років.
Середній дохід на одне домашнє господарство  становив 43 943 долари США (медіана — 32 488), а середній дохід на одну сім'ю — 55 327 доларів (медіана — 43 026). За межею бідності перебувало 15,8 % осіб, у тому числі 16,7 % дітей у віці до 18 років та 13,4 % осіб у віці 65 років та старших.
Цивільне працевлаштоване населення становило 1515 осіб. Основні галузі зайнятості: освіта, охорона здоров'я та соціальна допомога — 38,2 %, роздрібна торгівля — 11,1 %, виробництво — 10,4 %.